# Marina di San Nicola
Marina di San Nicola är en frazione i kommunen Ladispoli inom storstadsregionen Rom i regionen Lazio i Italien. 
Bland sevärdheterna återfinns ruinerna efter det som anses vara Pompejus villa.

## Kommunikationer
De närmaste järnvägsstationerna är Torre in Pietra-Palidoro och Ladispoli-Cerveteri på linjen Livorno–Roma.